# Wuczko Jordanow
Wuczko Jordanow (bułg. Вучко Йорданов, ur. 1915 w Sofii, zm. 15 kwietnia 1990) – bułgarski piłkarz występujący na pozycji napastnika, reprezentant Bułgarii w latach 1935–1947.

## Kariera klubowa
Grę w piłkę nożną na poziomie seniorskim rozpoczął w 1933 roku w AS-23 Sofia, gdzie nadano mu przydomek boiskowy Wuczeto (bułg. Вучето). W 1938 roku wygrał z tym klubem turniej kwalifikacyjny, dający mu przyjęcie do NFD, począwszy od sezonu 1938/39. Po zakończeniu sezonu 1939/40, z powodu rozwiązania ligi, opuścił zespół i przeniósł się do ŻSK Sofia. W sezonie 1945 wywalczył mistrzostwo Bułgarii. W finałowym dwumeczu przeciwko Sportist Sofia (3:1, 1:1) zdobył on dwie bramki. W 1946 roku przeszedł do klubu Benkowski Sofia (Sofijska Sportna Oblast), gdzie pozostał przez 2 kolejne lata. W 1948 roku ponownie został graczem ŻSK, z którym już pod nazwą Energia Sofia wywalczył Puchar Armii Sowieckiej. W 1950 roku zakończył grę w piłkę nożną. Uznawany za jednego z najbardziej zasłużonych i rozpoznawalnych piłkarzy w historii Łokomotiwu Sofia.

## Kariera reprezentacyjna
26 maja 1935 zadebiutował w reprezentacji Bułgarii w meczu przeciwko reprezentacji Niemiec B (2:0), w którym zaliczył asystę przy golu Lubomira Angełowa. 16 czerwca 1935 zanotował oficjalny debiut w wygranym 5:2 spotkaniu z Grecją w ramach Balkan Cup 1935, który zakończył się zwycięstwem Bułgarów. Trzy dni później, w kolejnym meczu turnieju przeciwko Rumunii, zakończonym zwycięstwem 4:0, zdobył pierwszą bramkę w reprezentacji. Ogółem w latach 1935–1947 rozegrał w drużynie narodowej 14 oficjalnych meczów, w których strzelił 4 gole.

### Bramki w reprezentacji
| LP | Data                 | Miejsce              | Przeciwnik | Bramka | Rezultat | Ranga meczu     |
| -- | -------------------- | -------------------- | ---------- | ------ | -------- | --------------- |
| 1. | 19 czerwca 1935      | Stadion Junak, Sofia | Rumunia    | 2:0    | 4:0      | Balkan Cup 1935 |
| 2. | 12 września 1937     | Stadion Junak, Sofia | Polska     | 3:1    | 3:3      | Mecz towarzyski |
| 3. | 22 października 1939 | Stadion Junak, Sofia | III Rzesza | 1:2    | 1:2      | Mecz towarzyski |
| 4. | 6 lipca 1947         | Stadion Junak, Sofia | Rumunia    | 2:3    | 2:3      | Balkan Cup 1947 |

## Sukcesy
Bułgaria
- Balkan Cup: 1935

ŻSK Sofia
- mistrzostwo Bułgarii: 1945
- Puchar Armii Sowieckiej: 1948